# 나카이 추측
대수기하학에서 나카이 추측은 1961년 일본의 수학자 나카이 요시카즈(일본어: 中井喜和)가 추측한 매끄러운 대수다양체의 증명되지 않은 추측이다. 추측의 내용은, 만약 V가 복소 대수다양체이고 미분 연산자의 환이 미분 리 대수에 의해 생성된다면 V는 매끄러운 대수다양체라는 것이다. 이것의 역, 즉 매끄러운 대수다양체는 미분 리 대수에 의해 생성되는 미분 연산자의 환을 갖는다는 것은 알렉산더 그로텐디크가 증명했다.
나카이 추측은 대수 곡선과 스탠리-라이슨너 환에 대하여 참인 것으로 알려져있다. 추측의 증명은 좌표환 R을 갖는 복소 다양체 V에 대한 자리스키-립만 추측의 한 가지 경우를 성립하게 할 것이다. 여기서 추측은 R의 미분 리 대수가 R에서의 자유 가군이면V가 매끄러운 다양체가 됨을 의미한다.